# Giray (Dynastie)

Wappen des Khanats der Krim

Die Giray (krimtatarisch: Geraylar, arabisch: كرايلر) waren eine mächtige osmanisch-dschingisidische Dynastie, die die Herrscher in mehreren Khanaten stellte.

## Khanat der Krim

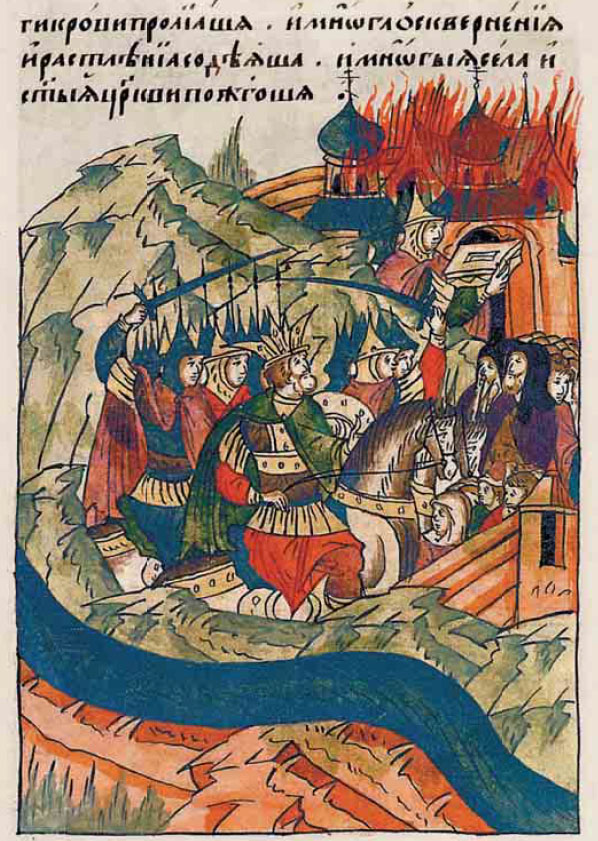
Einfall der Tataren in Russland 1521 unter Mehmed Giray

Die Giray herrschten über das Khanat der Krim von der Gründung 1427 bis zu seinem Ende 1783.
Hacı I. Giray ist der Ahnherr des Hauses, gründete 1427 das Krimkhanat im Kampf gegen die Goldene Horde und starb 1466 in Bachtschyssaraj. Meñli I. Giray, einer seiner Söhne, wurde 1475 als Khan abgesetzt und von den Türken gefangen genommen. Als er 1478 mit türkischer Unterstützung wieder Khan wurde, erkannte er die Oberhoheit des Osmanischen Reiches an. 1502 besiegte er die Goldene Horde – viele sahen das Krimkhanat als ihren Nachfolger. Sein Sohn Mehmed I. Giray besiegte 1521 die Russen und belagerte Moskau.
Legitimation für die Giray war die Berufung auf die Abstammung von Dschingis Khan. Sie stellten jeweils den Khan und vertraten das Khanat insbesondere gegenüber den Osmanen; sie regierten jedoch gemeinsam mit den Qaraçı und Bey aus den mächtigsten Clans des Reiches: Şirin (persischen Ursprungs), Barın (türkisch), Arğın (mongolisch), Qıpçaq (kiptschakisch), und später Mansuroğlu (türkisch) und Sicavut (persisch).
Khan İslâm III. Giray unterstützte 1648 die Saporoger Kosaken im Chmelnyzkyj-Aufstand gegen Polen-Litauen, wechselte jedoch 1654 auf die Seite Polen-Litauens. Der letzte Khan, Şahin Giray, wurde nach der Einverleibung des Krimkhanats durch das Russische Reich 1783 ins Exil nach Sankt Petersburg gezwungen. Einige Jahre später durfte er ins Osmanische Reich ausreisen, wo er 1787 auf Befehl von Abdülhamid I. hingerichtet wurde.
Neben dem königlichen Zweig gab es noch einen Seitenzweig des Hauses, die Çoban Geraylar.

## Osmanisches Reich
In dem mit dem Krimkhanat eng verbundenen Osmanischen Reich verfügten die Giray ebenfalls über erheblichen Einfluss.
Sie bildeten das zweitwichtigste Geschlecht des Osmanischen Reichs nach dem Haus Osman: „Wenn die Osmanen je aussterben sollten, war es selbstverständlich, dass die Girays, Nachfahren des Dschingis Khan, ihnen nachfolgen würden“. Die Giray standen damit nur unter dem jeweiligen Sultan, aber z. B. über dem Großwesir.
Nach der Annexion durch das Russische Reich und der Hinrichtung des letzten Khans Şahin Giray lebte seine Familie zunächst in der Verbannung auf der „Prinzeninsel“ Burgazada bei Istanbul. Auch später lebten die meisten Giray im Osmanischen Reich. 

## Kasan und Astrachan
Zwischen 1521 und 1550 stellte die Giray mehrere Herrscher im Khanat Astrachan und im Khanat Kasan. So wurde Sahib I. Giray 1521 Khan von Kasan, bevor er 1532 Herrscher des Krimkhanats wurde.

## Siehe auch

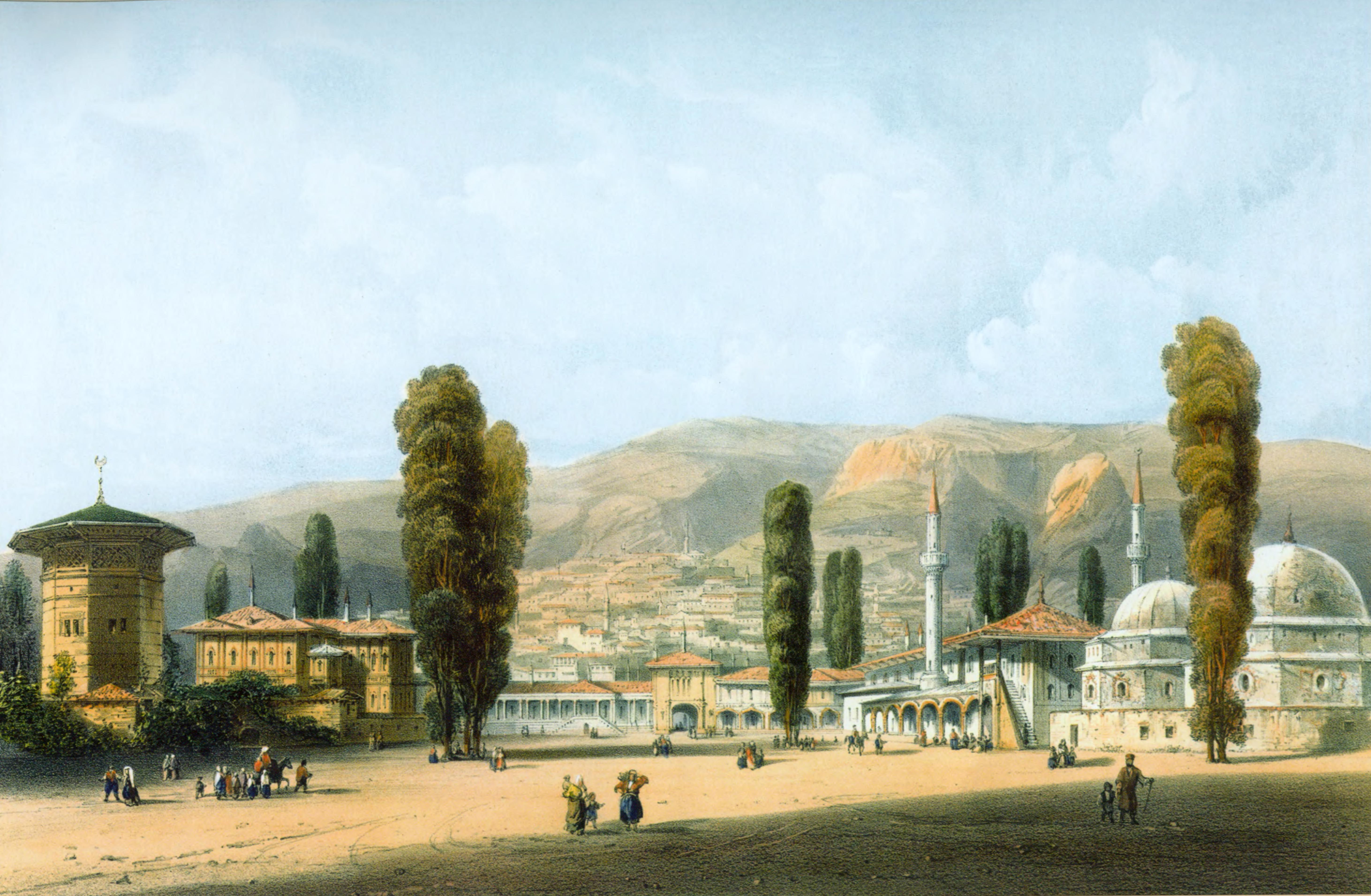
Khanpalast von Bachtschyssaraj auf der Krim